# Григоровская Слобода (Ивано-Франковская область)
Григоровская Слобода (укр. Григорівська Слобода) — село в Рогатинской городской общине Ивано-Франковского района Ивано-Франковской области Украины.
Население по переписи 2001 года составляло 15 человек. Занимает площадь 0,594 км². Почтовый индекс — 77053. Телефонный код — 03435.